# Kehidakustány
Kehidakustány est un village et une commune du comitat de Zala en Hongrie. Le village est connu pour ses bains thermaux.

## Géographie
Le village est situé aux abords de la rivière Zala, à 13 Km de Hévíz et à 20 Km du Balaton par la route, dans une région riche en sources thermales et minérales.

## Histoire
À l'instar de Budapest, Kehidakustány est formé de la fusion de 2 localités: Kehida, à l'ouest, et Kustány, à l'est. Le développement du quartier situé autour des bains thermaux, entre les deux villages historiques, fait que la localité est désormais continue sur 3 Km d'est en ouest.

## Lieux d'intérêt
Les bains thermaux Kehida Termal.
Un terrain de golf, Zala Springs Golf Resort se trouve partiellement sur le territoire de la commune.
Une source naturelle, Deák-kút, se trouve à 2 Km à l'ouest du village.
Sur les hauteurs, le long de la route menant à Zalaköveskút et Nemesbük, se trouve un cimetière d'anciens autobus.

## Transports
Les lignes de bus principales desservant le village en 2022 sont les lignes 6310 et 6316: Keszthely - Zalaapáti - Zalaszentgrót, et quelques autres connexions moins fréquentes.

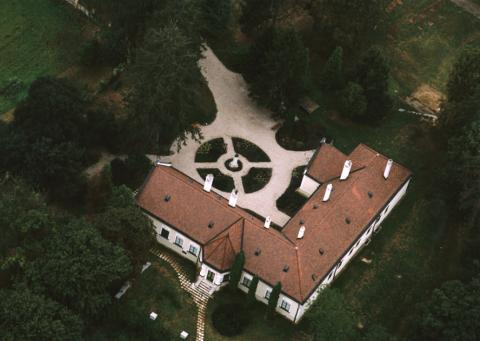
Manoir Deák, construit dans les années 1740.